# Cor Braasem
Cornelius "Cor" Braasem, född 15 maj 1923 i Soemoeran i Nederländska Ostindien, död 14 februari 2009 i Alicante i Spanien, var en nederländsk vattenpolospelare och -tränare.
Cor Braasem representerade Nederländerna i OS två gånger i vattenpolo. I OS-turneringen 1948 tog Nederländerna brons. I den turneringen spelade Braasem sju matcher och gjorde sex mål. Han spelade nio matcher OS-turneringen 1952. Under sin tränarkarriär tränade Braasem först Spaniens och sedan Nederländernas herrlandslag.